# Visconde Strangford

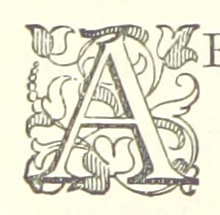
Ilustração.

O título nobiliárquico Visconde Strangford foi criado no Pariato da Irlanda em 1628, para Sir Thomas Smythe. Em 1825, o sexto visconde foi titulado Barão Penshurst (no Pariato do Reino Unido), o que o impediu de entrar na Câmara dos Lordes. Esses títulos foram extintos em 1869, com a morte do oitavo visconde.
Titulares
1. Thomas Smythe (1599–1635)
2. Philip Smythe (1634–1708)
3. Endymion Smythe (m. 1724)
4. Philip Smythe (1715–1787)
5. Lionel Smythe (1753–1801)
6. Percy Clinton Sydney Smythe (1780–1855)
7. George Augustus Frederick Percy Sydney Smythe (1818–1857)
8. Percy Ellen Algernon Frederick William Sydney Smythe (1825–1869)[1]